# The Best Film... Ever!
The Best Film... Ever! – jest to 13. pozycja z cyklu The Best... Ever!. Składanka zawiera najlepszą muzykę filmową.
Album w Polsce uzyskał status podwójnej platynowej płyty.

## Lista utworów

### CD 1
1. 20th Century Fox Fanfare
2. Monty Norman – motyw przewodni filmów z serii James Bond
3. Cher – „The Shoop Shoop Song (It’s In His Kiss)” (z filmu Syreny)
4. Hot Chocolate – „You Sexy Thing” (z filmu Goło i wesoło)
5. Tina Turner – „Golden Eye” (z filmu GoldenEye)
6. Survivor – „Eye of the Tiger” (z filmu Rocky)
7. James Horner – „My Heart Will Go On” (Instrumental) (z filmu Titanic)
8. Michael Nyman – „The Heart Asks Pleasure First” (z filmu (z Fortepian)
9. Nino Rota – „Speak Softly Love” (z filmu Ojciec chrzestny)
10. Henry Mancini – „The Pink Panther Theme” (z filmu Różowa Pantera)
11. Herman Hupfeld – „As Time Goes By” (z filmu Casablanca)
12. Shirley Bassey – „Goldfinger” (z filmu Goldfinger)
13. Joe Cocker – „You Can Leave Your Hat on” (z filmu 9 1/2 tygodnia)
14. Wet Wet Wet – „Love Is All Around” (z filmu Cztery wesela i pogrzeb)
15. John Williams – motyw przewodni z filmu Gwiezdne wojny: część IV – Nowa nadzieja
16. John Williams – motyw przewodni z filmu Superman
17. Howard Shore – „The Fellowship” (z filmu Władca Pierścieni: Drużyna Pierścienia)
18. Francis Lai – „Love Story” (Instrumental) (z filmu Love Story)
19. Judy Garland – „Over the Rainbow” (z filmu Czarnoksiężnik z Oz)

### CD 2
1. Goran Bregović – „Kałasznikow” ((z filmu Underground)
2. M – „Belleville Rendez-Vous” (z filmu Trio z Belleville)
3. Iggy Pop – „Lust For Life” (z filmu Trainspotting)
4. Simon & Garfunkel – „Mrs. Robinson” (z filmu Absolwent)
5. Queen – „Who Wants to Live Forever” (z filmu Nieśmiertelny)
6. Scott McKenzie – „San Francisco” (z filmu Forrest Gump)
7. Kenny Loggins – „Footloose” (z filmu Footloose)
8. Huey Lewis and The News – „The Power of Love” (z filmu Powrót do przyszłości)
9. Ray Parker Jr. – „Ghostbusters” (z filmu Pogromcy duchów)
10. Diana King – „Shy Guy” (z filmu Bad Boys)
11. Michael Sembello – „Maniac” (z filmu Flashdance)
12. Limahl – „Never Ending Story” (z filmu Niekończąca się opowieść)
13. Tina Turner – „We Don’t Need Another Hero” (z filmu Mad Max)
14. Roxette – „It Must Have Been Love” (z filmu Pretty Woman)
15. Ronan Keating – „When You Say Nothing At All” (z filmu Notting Hill)
16. The Cardigans – „Lovefool” (z filmu Romeo i Julia)
17. Jamiroquai – „Deeper Underground” (z filmu Godzilla)
18. Geri Halliwell – „It’s Raining Men” (z filmu Dziennik Bridget Jones)

### CD 3
1. Richard Strauss – „Also Sprach Zarathustra” (z filmu Odyseja kosmiczna)
2. Samuel Barber – „Adagio for Strings” (z filmu Pluton)
3. Ennio Morricone – motyw przewodni z filmu Dobry, zły i brzydki
4. Nancy Sinatra – „Bang Bang (My Baby Shot Me Down)” (z filmu Kill Bill)
5. Annie Lennox – „Love Song for a Vampire” (z filmu Drakula)
6. Anja Garbarek – „Can I Keep Him?” (z filmu Angel-A)
7. Lisa Gerrard – „Now We Are Free” (z filmu Gladiator)
8. Henry Mancini – „Moon River” (z filmu Śniadanie u Tiffany’ego)
9. Richard Wagner – „The Ride of the Valkyries” (z filmu Czas apokalipsy)
10. Madredeus – „Ainda” (z filmu Lisbon Story)
11. John Williams – „Hedwig’s Theme” (z filmu Harry Potter i Kamień Filozoficzny)
12. Miklós Rózsa – „Parade of the Charioteers” (z filmu Ben-Hur)
13. Jan A.P. Kaczmarek – „Impossible Opening” (z filmu Marzyciel)
14. John Williams – motyw przewodni z filmu Lista Schindlera
15. John Williams – „The Raiders March” (z filmu Poszukiwacze zaginionej Arki)
16. Alex North – „Unchained Melody” (z filmu Uwierz w ducha)
17. Danny Elfman – motyw przewodni z filmu Batman
18. Elmer Bernstein – motyw przewodni z filmu Siedmiu wspaniałych
19. Max Steiner – Tara’s Theme” (z filmu Przeminęło z wiatrem)

### CD 4
1. Kayah i Goran Bregović – „Śpij kochanie, śpij” (z filmu Operacja Samum)
2. Robert Gawliński – „Nie pokonasz miłości” (z filmu Wiedźmin)
3. Kasia Kowalska – „Dlaczego nie” (z filmu Dlaczego nie!)
4. Myslovitz – „To nie był film” (z filmu Młode wilki 1/2)
5. O.N.A. – „Moja odpowiedź” (z filmu Ostatnia misja)
6. Edyta Górniak i Mieczysław Szcześniak – „Dumka na dwa serca” (z filmu Ogniem i mieczem)
7. Kayah – „Wiosna przyjdzie i tak” (z filmu Przedwiośnie)
8. Edyta Bartosiewicz feat. Agressiva 69 – „Egoiści” (z filmu Egoiści)
9. Kasia Nosowska – „Jeśli wiesz co chcę powiedzieć” (z filmu Gry uliczne)
10. Grzegorz Turnau i Stanisław Sojka – „Soplicowo” (z filmu Pan Tadeusz)
11. Goya – „Tylko mnie kochaj” (z filmu Tylko mnie kochaj)
12. Beata Kozidrak i Katarzyna Pietras – „Stara Baśń” (z filmu Stara baśń. Kiedy słońce było bogiem)
13. Justyna Steczkowska – „Na koniec świata” (z filmu Na koniec świata)
14. Elektryczne Gitary – „Kiler” (z filmu Kiler)
15. Ewelina Flinta i Łukasz Zagrobelny – „Nie kłam, że kochasz mnie” (z filmu Nie kłam, kochanie)
16. Natalia Kukulska – „Zakochani” (z filmu Zakochani)
17. Małgorzata Walewska, Fiolka Najdenowicz, Michał Bajor – „Dove, vai” (z filmu Quo vadis)